# Île Black
Pour les articles homonymes, voir Black Island (homonymie).
L'île Black (Black Island) est une île de l'archipel de Ross, à l'ouest de l'île White.
Découverte par l'expédition Discovery, elle est nommée pour l'absence de neige qu'on y observa.
La pointe nord de l'île abrite la principale installation de télécommunications (automatique) de la base antarctique McMurdo, sur l'île de Ross, non loin.